# Терет доказа
„Терет доказа” је југословенски ТВ филм из 1972. године. Режирао га је Иван Хетрих а сценарио је написан по делу Џералда Саворија.

## Улоге
| Глумац           | Улога |
| ---------------- | ----- |
| Инге Апелт       |       |
| Иво Фици         |       |
| Ђурђа Ивезић     |       |
| Хермина Пипинић  |       |
| Отокар Левај     |       |
| Крешимир Зидарић |       |